# Erik Nordström (orgelbyggare)
Erik Nordström, född 28 september 1818 i Bälaryds församling, Jönköpings län, död 26 januari 1907 i Eksjö stadsförsamling, Jönköpings län, var en svensk orgelbyggare.
Erik Nordström blev sannolikt elev till sin 17 år äldre bror Sven Nordström. Han var broderns medhjälpare på 1850-talet. Antagligen på grund av Sven Nordströms vacklande hälsa verkar brodern Erik omkring 1860 ha inriktat sig på att överta ledningen för verksamheten. Nu märktes även en viss modernisering i orglarnas tekniska utförande, säkerligen inspirerad av de nya strömningar från kontinenten som kommit till Sverige av Per Larsson Åkerman i Stockholm. Hans orgelverk har en god teknisk kvalité men orgelns klang kan inte jämföras med hans brors orglar.

## Biografi
Nordström föddes 28 september 1818 på Nordsjötorp i Bälaryd. Han var son till bonden Måns Zachrisson och Stina Eriksdotter.
1856 blev Nordström elev hos organisten Klaes Johan Wahlgren i Bälaryd. 3 februari 1768 blev Nordström organistelev hos Anders Peter Nordblom i Bredestad. 27 maj 1878 började Nordström att arbeta som orgelbyggare hos brodern Sven på Åkersberg i Flisby. Nordström flyttade 6 november 1879 tillsammans med brodern till första kvarteret 10 i Eksjö. Brodern Sven avled 16 februari 1887 och Erik fortsatte på egen hand att driva orgelbyggeriet. Nordström avled 26 januari 1907 i Eksjö.

## Orglar
Orglar tillverkade av Erik Nordström.
- 1858 Frinnaryds kyrka
- 1861 Gränna kyrka
- 1864 Linderås kyrka (är idag bevarad)
- 1864 Järstorps kyrka
- 1864 Östra Ny kyrka (är idag bevarad)
- 1866 Bredestads kyrka
- 1873 Barkeryds kyrka (är idag bevarad)
- 1874 Lönneberga kyrka
- 1875 Torpa kyrka, Östergötland
- 1876 Karlstorps kyrka (är idag bevarad)
- 1879 Bankeryds kyrka
- 1887 Asby kyrka
- 1888 Lekeryds kyrka (är idag bevarad)
- 1893 Näsby kyrka, Småland (är idag bevarad)
- Hemmaorgel, ägs av Nordströmska släkten. (är idag bevarad)